# Olga Holtz
Olga Holtz (Ольга Гольц en rus; Txeliàbinsk, Unió Soviètica, 19 d'agost de 1973) és una matemàtica russa especialista en anàlisi numèrica. L'any 2006 va rebre el Premi Sofia Kovalévskaya, i al 2008, el Premi de la European Mathematical Society. Des de 2008, és membre de la Junge Akademie d'Alemanya.

## Biografia
Els primers passos de Holtz en les matemàtiques van ser deguts, principalment, als seus pares, tots dos programadors. Als 15 anys, va ser admesa en un institut especialitzat en matemàtiques, en el qual es va graduar dos anys més tard. Holzt va estudiar posteriorment a la Universitat Estatal dels Urals del Sud (1995) i a la Universitat de Wisconsin-Madison (2000), quedant-se en aquesta última fins al 2002 en una estada postdoctoral. Després d'això, va passar un any i mig a Alemanya amb una beca Humboldt a l'Institut de Matemàtiques de la Universitat Tècnica de Berlín, abans de tornar als Estats Units l'any 2004, on va ocupar una plaça de professora ajudant de matemàtiques a la Universitat de Califòrnia a Berkeley entre 2004 i 2007.
Després de guanyar l'any 2006 el Premi Sofia Kovalèvskaya, dotat amb un milió d'euros, Holtz va fundar el seu grup de recerca a la Universitat Tècnica de Berlín, on es va convertir en catedràtica de matemàtica aplicada, i més tard a la Universitat de Califòrnia a Berkeley, també com a catedràtica. Des de llavors, Holtz ha acumulat més reconeixements. La European Mathematical Society li va concedir el seu premi al 2008, i el Consell Europeu de Recerca li va concedir una beca de 880.000 € l'agost de 2010. Al 2015, va ser escollida fellow de l'American Mathematical Society «per les seves contribucions a l'àlgebra lineal numèrica, l'anàlisi numèrica, la teoria de l'aproximació, la ciència de la computació teòrica i l'àlgebra».
Holtz, que va considerar una carrera en música abans de decidir-se per les matemàtiques, actua amb el Cor Filharmònic de Berlín i practica balls de saló.